# 34 a.C.

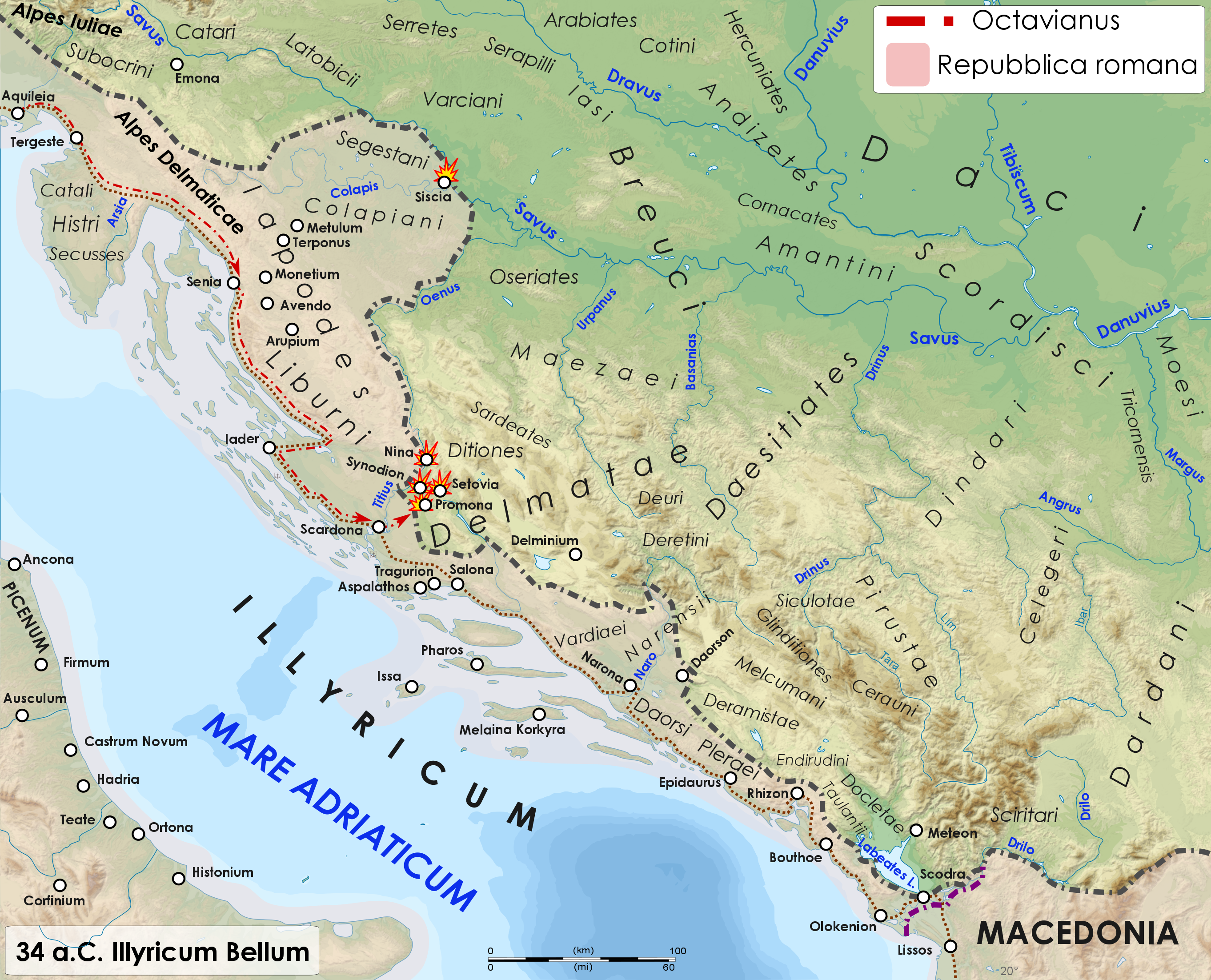
La seconda campagna militare di Ottaviano nell'Illyricum (34 a.C.)

Il 34 a.C. (XXXIV a.C. in numeri romani) è un anno  del I secolo a.C.

## Eventi
- Ottaviano conduce la seconda campagna militare nell'Illyricum, mentre Marco Antonio riconquista l'Armenia ai Parti.
- Marco Antonio diventa console romano per la seconda volta. Il suo collega è Lucio Scribonio Libone. Questi è sostituito con Paolo Emilio Lepido nel corso dell'anno.
- Autunno - Donazioni di Alessandria: Marco Antonio distribuisce i regni orientali ai figli avuti con Cleopatra VII: Alessandro Elio, Cleopatra Selene e Tolomeo Filadelfo.

## Morti
- 13 maggio - Gaio Sallustio Crispo, storico, politico e senatore romano (n. 86 a.C.)
- Lucio Scribonio Libone, militare e politico romano